# Nakajama Maszasi
Nakajama Maszasi (Fudzsieda, 1967. szeptember 23. –) japán válogatott labdarúgó, edző.
A japán válogatott tagjaként részt vett az 1998-as világbajnokságon és a 2002-es világbajnokságon.

## Statisztika
| Japán válogatott | Japán válogatott | Japán válogatott |
| Időszak          | Mérk.            | gól              |
| ---------------- | ---------------- | ---------------- |
| 1990             | 1                | 0                |
| 1991             | 0                | 0                |
| 1992             | 6                | 3                |
| 1993             | 8                | 4                |
| 1994             | 0                | 0                |
| 1995             | 4                | 1                |
| 1996             | 0                | 0                |
| 1997             | 2                | 2                |
| 1998             | 10               | 4                |
| 1999             | 1                | 0                |
| 2000             | 7                | 6                |
| 2001             | 8                | 1                |
| 2002             | 3                | 0                |
| 2003             | 3                | 0                |
| Összesen         | 53               | 21               |